# هانومو (هاوایی)
هانومو (به انگلیسی: Honomu) یک منطقهٔ مسکونی در ایالات متحده آمریکا است که در شهرستان هاوایی، هاوایی واقع شده‌است. هانومو ۱٫۲۸ کیلومتر مربع مساحت و ۵۰۹ نفر جمعیت دارد و ۹۱٫۴۴ متر بالاتر از سطح دریا واقع شده‌است.